# Freshwater (Sydney)
Freshwater è un sobborgo di nord Sydney, nello Stato del Nuovo Galles del Sud in Australia.
Brookvale si trova a 17 km a nord-est del Distretto affaristico centrale di Sydney, nell'area governativa locale della Municipalità di Warringah e nella regione delle Spiagge settentrionali.
Dal 1923 al 2008 era conosciuta come Harbord.

## Etimologia
Il nome originario nasce dalla residenza Harbord, chiamata così in onore di Cecilia Margaret Harbord, moglie del governatore del Nuovo Galles del Sud Lord Carrington (Robert Wynn Carrington) (1885–1990)

## Popolazione
Il censimento del 2011 certifica la presenza di 8252 residenti, di cui il 67,7% nate in Australia, un 8,4% nate in Inghilterra e il 2,9% in Nuova Zelanda.
Il reddito medio settimanale familiare è di 1833 AUD, sopra la media nazionale.